# Oleksiivka, Hola Prîstan
Oleksiivka (în ucraineană Олексіївка) este o comună în raionul Hola Prîstan, regiunea Herson, Ucraina, formată numai din satul de reședință.

## Demografie
Componența lingvistică a comunei Oleksiivka
     Ucraineană (92,31%)
     Rusă (6,23%)
     Alte limbi (0,97%)
Conform recensământului din 2001, majoritatea populației comunei Oleksiivka era vorbitoare de ucraineană (92,31%), existând în minoritate și vorbitori de rusă (6,23%).